# Имчук, Николай Константинович
Николай Константинович Имчук (род. 20 мая 1930) — участник Великой Отечественной войны, сын полка (328-й гвардейский миномётный полк).

## Биография
Николай Имчук родился в 1930 году на Украине. Будучи сиротой, детство провёл в одном из детдомов города Умань Киевской области. К началу Великой Отечественной войны успел окончить 4 класса школы. В июле 1941 года детдом начал эвакуацию воспитанников в сторону Кировограда, однако в пути был разбомблён немецкими войсками. Во время бомбёжки Коля бежал в лес, где встретил уцелевших красноармейцев 6-й и 12-й армий. Вместе с ними пытался вырваться из немецкого окружения, однако был ранен и попал в концлагерь для советских военнопленных близ села Подвысокое.
Из Подвысокого узников перегнали в Умань, где на дне глиняного карьера был организован концлагерь «Уманская яма». Заболевшего в условиях антисанитарии сыпным тифом Колю удалось перевести в инфекционный лагерь, в котором тайно работала группа сопротивления. Через мальчика, которому позволили выходить за пределы лагеря, местные жители, среди которых вскоре оказались члены группы партизанского отряда имени Кутузова, передавали пленникам помимо продуктов также информацию о ходе войны и возможные маршруты побега. В июне 1943 года Коле удалось бежать из концлагеря. Он примкнул к партизанскому отряду, располагавшемуся в лесу в 30—40 километрах от Умани, и выполнял роль связного.
10 марта 1944 года Умань была освобождена, и 13-летний Николай тут же попросился на фронт. Его приняли в состав 328-го гвардейского минометного полка «Катюш» связным при командире батареи. Прошёл боевой путь на 2-м и 3-м Украинских фронтах, освобождая Украину, Молдавию, Румынию, Венгрию и Австрию. Победу 9 мая 1945 года встретил в австрийском городе Винер-Нойштадт, расположенном недалеко от Вены, в возрасте 14 лет.
По окончании войны Коля вернулся в родную Умань, где поступил в 6 класс школы. Вскоре пришло письмо из Москвы — Николай Попов, с которым мальчишка познакомился в концлагере, приглашал его к себе. В столице Николай был устроен в ремесленное училище, окончив которое с отличием, работал на авиационном заводе и вырос до начальника технологического бюро. Спустя 25 лет перешёл на завод «Светотехника»; работал заместителем начальника ОТК, начальником ОТК, а потом заместителем генерального директора завода.
В 1993 году Николай Константинович стал членом первичной организации № 3 районного Совета ветеранов Митина. С этого момента началась его общественная жизнь: он принимает участие в мероприятиях по патриотическому воспитанию и уроках мужества. Кроме того, с  2015 года возглавляет Московскую региональную организацию ветеранов Великой Отечественной войны — воспитанников армии и флота.
В 2012 году в свет вышла книга Николая Константиновича «Один на всех: автобиографическая повесть», в которой он рассказал о войне глазами ребёнка, пережившего все её тяготы с 1941 по 1945 годы. Впоследствии книга была переведена на английский язык.